# Martina Blažková
Martina Blažková (* 16. září 1965 v Pardubicích) je česká právnička, bývalá
sportovkyně-atletka (vícebojařka a přakážkářka), dnes
významná lehkoatletická trenérka. Jde o několikanásobnou mistryni České republiky, která ji i několikrát reprezentovala v běhu na 400 metrů překážek a v atletickém sedmiboji. V současné době vede českou tréninkovou skupinu Rychlý holky.
Vystudovala Právnickou fakultu Univerzity Karlovy a trenérskou školu při Fakultě tělesné výchovy a sportu UK.

## Ocenění
- V roce 2010 získala titul trenérky roku.